# Adam (bibelsk person)
 For alternative betydninger, se Adam. (Se også artikler, som begynder med Adam)
Adam er en person, der nævnes i Første Mosebog, De Deuterokanoniske Bøger og Koranen. Ifølge De Abrahamitiske religioners skabelsesberetning var Adam det første menneske.
Skabelsesberetningen i Første Mosebog beskriver i vers 1:27, at "Gud skabte mennesket i sit billede; i Guds billede skabte han det, som mand og kvinde skabte han dem". I Første Mosebog 2. kapitel beskrives, at Gud første skabte Adam og herefter skabte han kvinden Eva ud fra Adams ribben. Eva lokkede Adam til at spise en frugt fra Kundskabens træ og derved bliver både Adam og Eva bortvist fra Edens Have (Paradis).
Adam fik med Eva sønnerne Kain og Abel. Efter Abels drab fik Adam Set, da han var 130 år gammel. Herefter fik han "sønner og døtre". Han levede i alt 930 år. I Jubilæerbogen kap. 4 er beskrevet, at Adam fik ni sønner efter Set. og i Adam og Evas Liv er angivet, at Adam efter Set fik 30 sønner og 30 døtre.